# 大篆
大篆，是西周晚期开始使用的漢字字體，相傳為周宣王的史官籀作《史籀篇》时发明。廣義上的大篆可以泛指小篆之前的所有文字，包括甲骨文、金文（或称「钟鼎文」）、籀文、蝌蚪文與鸟虫书；狹義則僅指籀文，由於小篆是以此為簡化，因此古文記載的大篆通常指籀文。

## 分別

### 金文

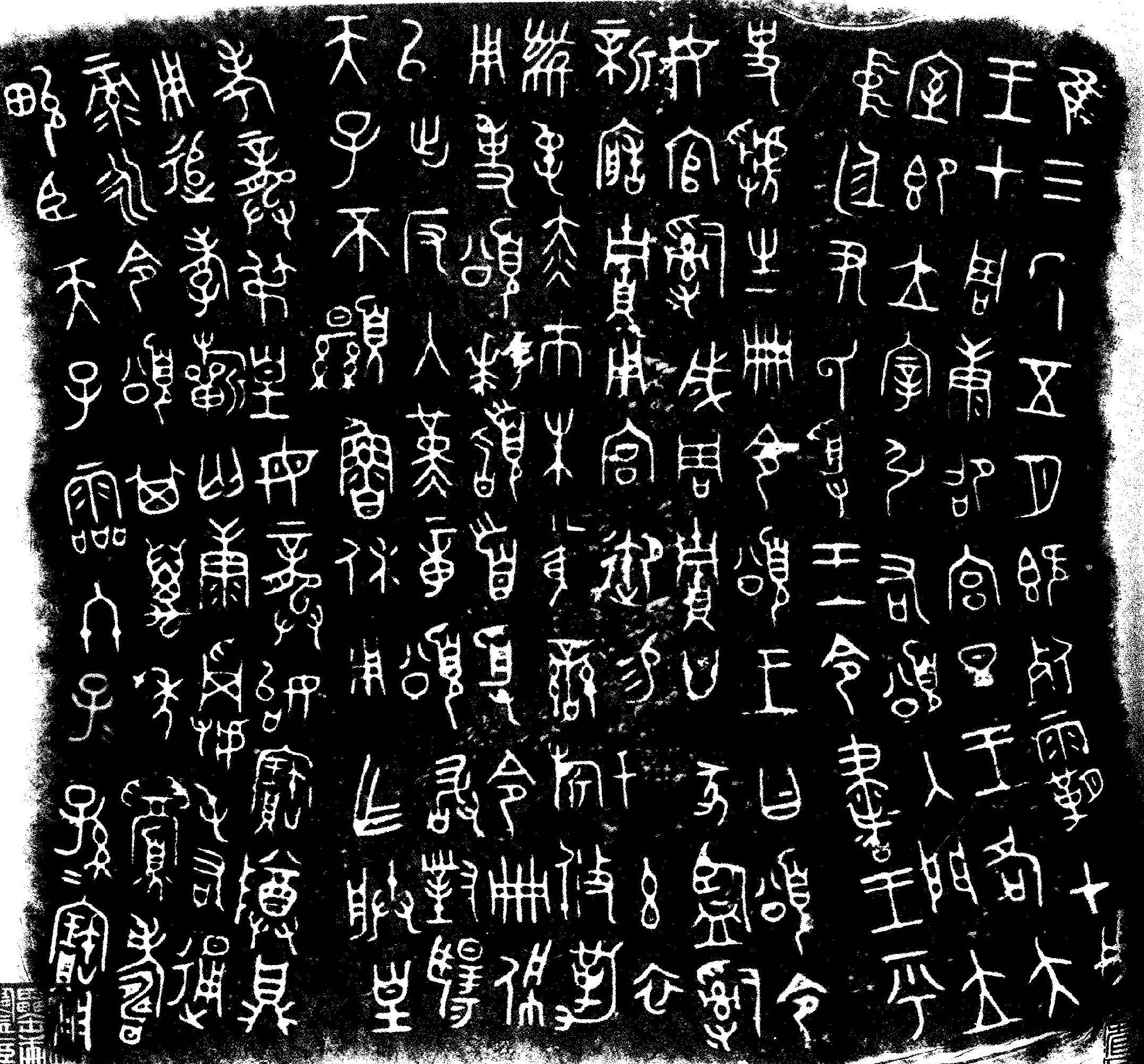
金文《颂鼎》拓片

金文是铭刻在古代一切铜器上的文字，西周和春秋时期，各诸侯国的字体有些区别，出土的各种铜器上铭刻的文字并不通用，年代不同也有所变化。

### 籀文
籀文是周朝晚期使用的文字，為顯示國威，於是將原本的鐘鼎文的文字，繁化而成為籀文，詳見《史籀篇》。亦是小篆的前身，由于在周朝晚期史籀作的《史籀篇》中收藏有223个字，因此叫籀文，据说「籀」的意思是「诵读」。唐朝时出土的「石鼓文」据考证是周宣王打獵时所刻，推測和《史籀篇》中文字相似，是目前可見，最接近籀文的代表。

## 秦文字
秦文字是周代文字演化而成的，由於戰國文字時期各國寫法不一，故此秦文字未必是最簡單的書體。舉例說：秦文字的「馬」字有整匹馬的外形，但在齊魯燕趙一帶，「馬」字已簡化至只餘下馬頭。

## 秦漢文字
秦統一六國後，首先進行統一制度。例如車同軌，書同文。其中“書同文”主要是以小篆作為官方漢字書寫。
程邈本為秦國獄吏，因得罪秦始皇入獄。程在獄卒見到官員每日整理公務卻不能迅速完成，於是將小篆進行進一步整理，並增加或減少大篆筆劃，最終出現隸書，其中也為奠定今天所書寫的漢字基礎。
隸書主要將字型進行整改，其中包括省去小篆的圓起圓收，並開始有了方折筆劃。

### 漢代

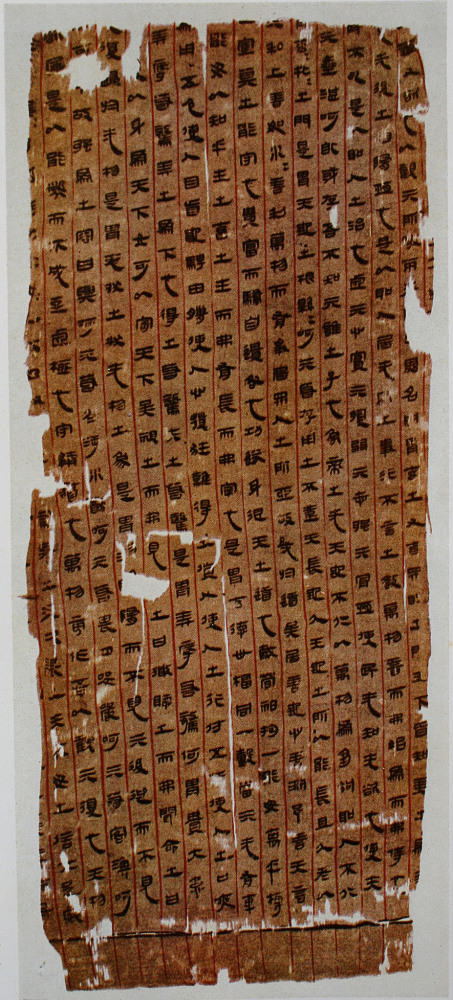
出土於西漢馬王堆漢墓的馬王堆漢墓帛書

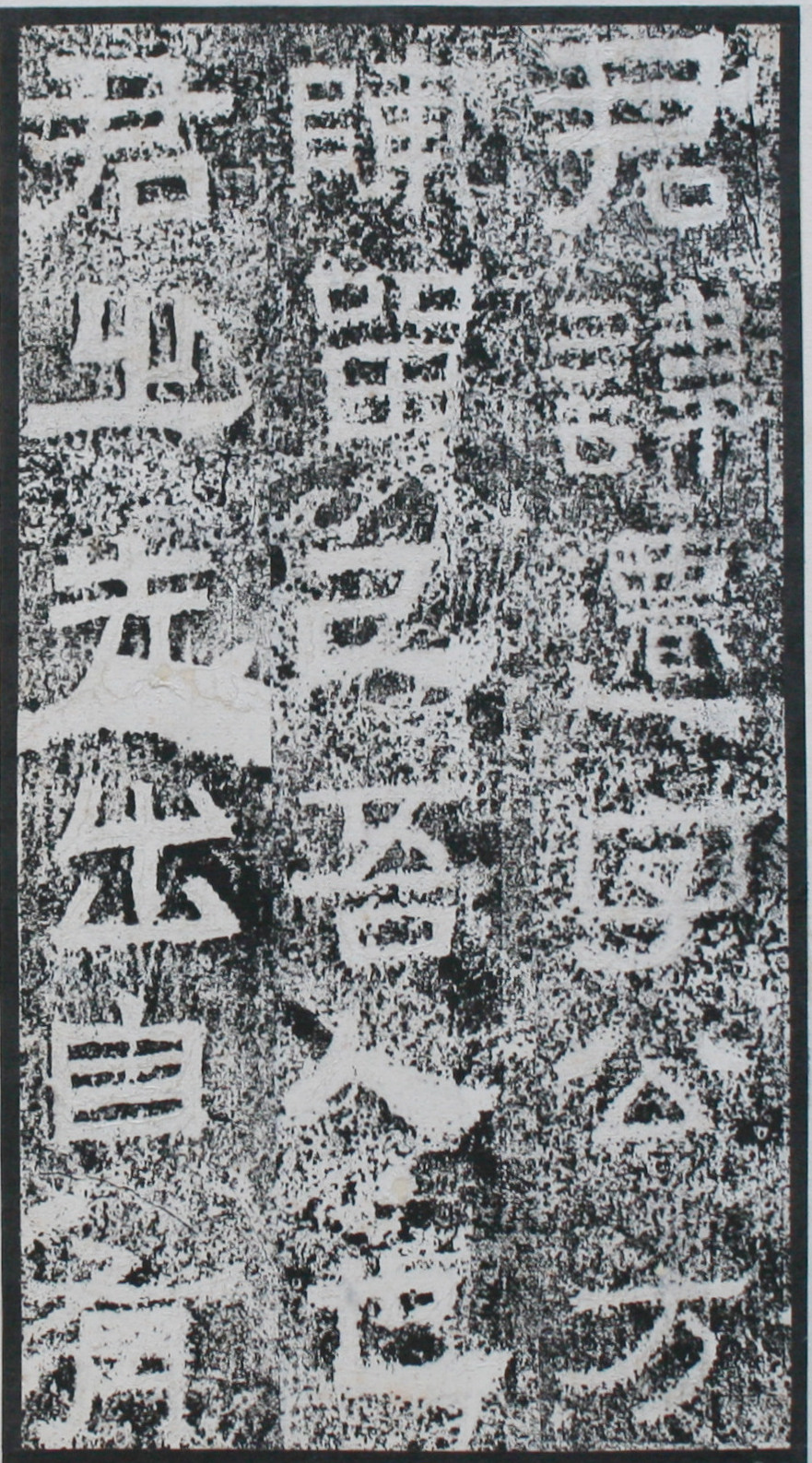
張遷碑

秦朝滅亡後小篆仍作為官方書寫文字，而在上世紀出土的簡牘與帛書已有發現自西漢開始隸書已漸漸取代小篆（史稱隸變）。並在東漢時期成為官方書寫文字，其中漢隸形象已消失原小篆的字型。使其出現扁平並帶有橫平竪直與一波三折的“蠶頭燕尾”。